# Veneralia
Die Veneralia waren in der römischen Religion das am 1. April gefeierte Fest zu Ehren von Venus Verticordia („Lenkerin der Herzen“).
Die Anbetung der Gottheit Fortuna Virilis war ebenfalls Teil der Festivitäten.
In Rom wuschen die Frauen rituell den Schmuck der Statuen der Gottheiten und schmückten diese selbst mit Blumen. Die Frauen selbst badeten an dem Tag in den öffentlichen Bädern Roms mit Kränzen aus Myrte auf ihren Köpfen. Es war ein Tag, an dem die Frauen göttliche Hilfe für ihr Liebesleben erbaten.